# وهیتمر (ویرجینیای غربی)
وهیتمر(به انگلیسی: Whitmer) شهری در ایالت ویرجینیای غربی کشور ایالات متحده آمریکا است که جمعیت آن در سرشماری سال ۲۰۱۰ میلادی، ۱۰۶ نفر بوده‌است.